# Synagoge (Konin)

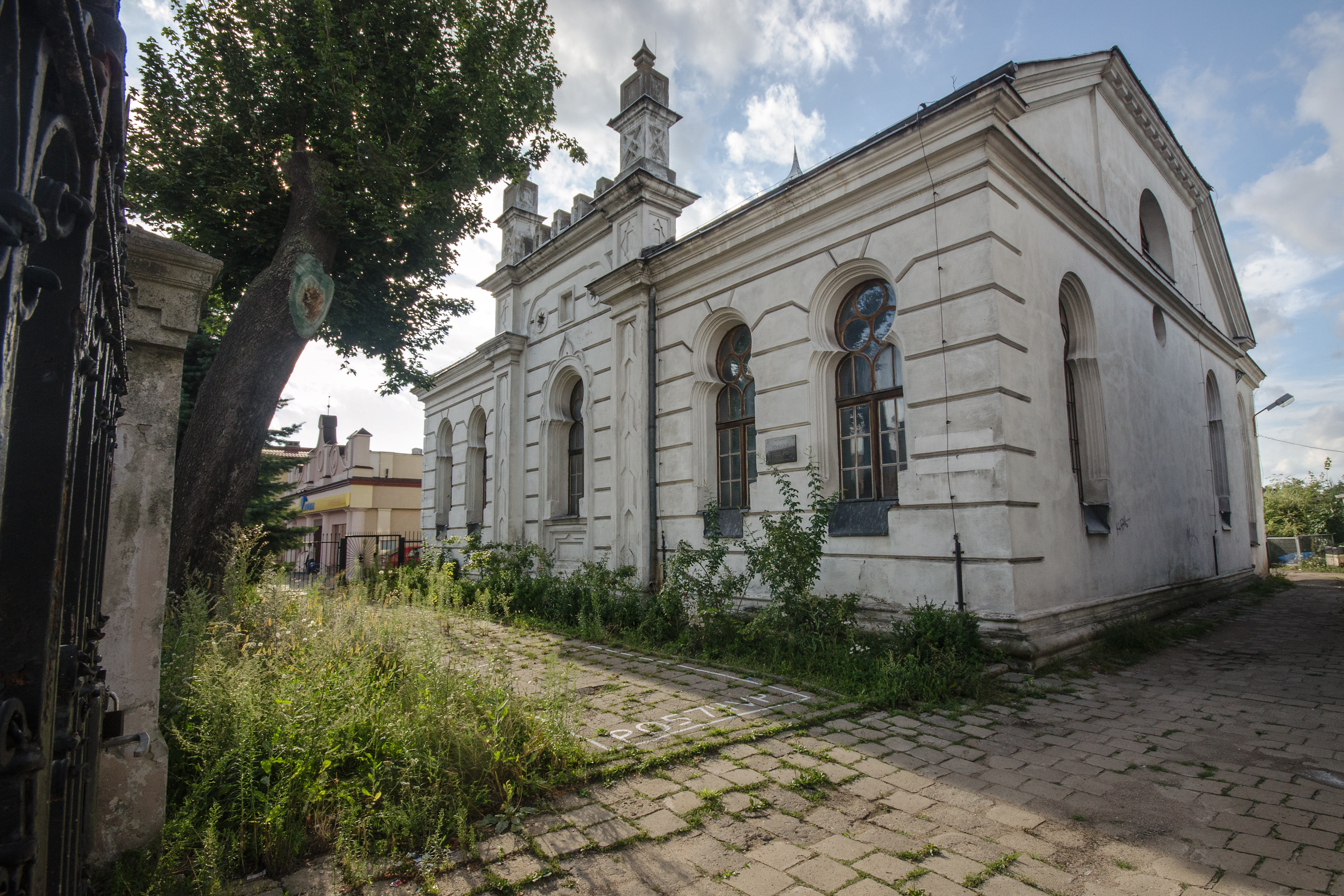
Synagoge in Konin

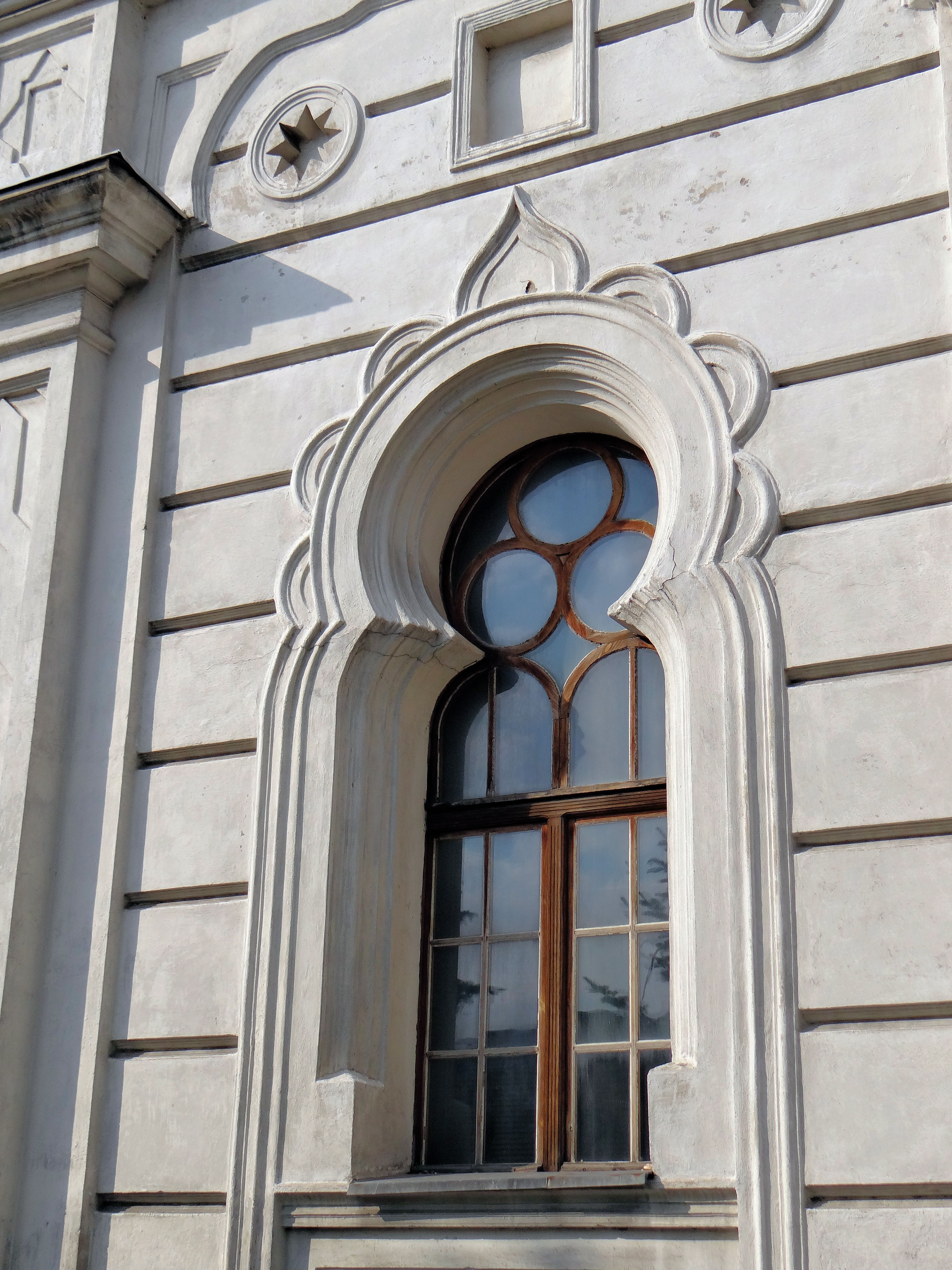
Fenster

Die Synagoge in Konin, einer polnischen Stadt in der Woiwodschaft Großpolen, wurde von 1825 bis 1829 errichtet. Die Synagoge gegenüber der Bartholomäuskirche ist ein geschütztes Kulturdenkmal.
Der Bau der Synagoge im Stil des Historismus wurde hauptsächlich vom Kaufmann Zalman Zander finanziert. Im Jahr 1883 wurde an der nördlichen Seite der zweistöckige Betsaal der Frauen angebaut. Der Gebäudekomplex wurde durch zwei unabhängige Satteldächer verbunden. Im Betsaal der Männer sind Teile der ursprünglichen Wandmalereien erhalten. An der östlichen Wand befindet sich der Thoraschrein.